# Рузский, Михаил Дмитриевич
Михаи́л Дми́триевич Ру́зский (1864—1948) — русский зоолог, гидробиолог, паразитолог, орнитолог, энтомолог, ихтиолог, профессор Томского университета, основатель сибирской научной школы зоологии и основоположник российской мирмекологии. Заслуженный деятель науки РСФСР.

## Биография
Родился 7 (19) сентября 1864 года в с. Осьмино Гдовского уезда Петербургской губернии в семье чиновника.
- 1884 — окончил гимназию в Симбирске. В эти юношеские годы дружил со старшим братом В. И. Ленина — Александром Ильичём Ульяновым, а все втроём часто ходили в лес и плавали на лодке на рыбалку[5].
- 1888 — окончил Естественное отделение физико-математического факультета Казанского университета, получил степень кандидата естественных наук за работу «Бассейн реки Свияги и его рыбы». Работал лаборантом при зоологическом кабинете Казанского университета, хранителем зоомузея, преподавателем, доцентом.
- 1898 — получил степени магистра зоологии (по материалам защиты монографии «Материалы к изучению птиц Казанской губернии», 1893)
- 1898 — приват-доцент кафедры зоологии Казанского университета, до 1913 г. заведовал кафедрой зоологии и сравнительной анатомии в Казанском ветеринарном институте
- 1905 — публикация первого тома фундаментальной монографии «Муравьи России» (С. 1 — 798), за которую Петербургская академия наук присудила М. Д. Рузскому премию им. К. Бэра (ранее её получали И. И. Мечников и А. О. Ковалевский)
- 1907 — публикация второго тома фундаментальной монографии «Муравьи России»
- 1908 — в Харьковском университете по материалам сводки «Муравьи России» защитил докторскую диссертацию[5]
- 1908—1913 — директор естественно-исторического отдела Казанского городского музея (ныне — Национальный музей Республики Татарстан)[5]
- 1913 — профессор и заведующий кафедрой зоологии и сравнительной анатомии на медицинском факультете Томского университета, также заведующий Музеем зоологии университета[5]
- 1913—1920 — профессор Сибирских высших женских курсов[5]
- 1918—1919 — декан физико-математического факультета Томского университета[5]
- 1919—1920 — организует Институт исследований Сибири[5]
- с 1932 — заведует кафедрой зоологии беспозвоночных биологического факультета ТГУ[5]
- 1933 — организует Сибирское зоологическое общество, позднее преобразованное в зоологическую секцию Томского общества испытателей природы[5]
- 1935—1941 — заведующий лабораторией зоологии Биологического научно-исследовательского института при ТГУ[5]
- 1936—1939 — профессор и заведующий кафедрой зоологии и биологии Томского государственного педагогического института по совместительству.

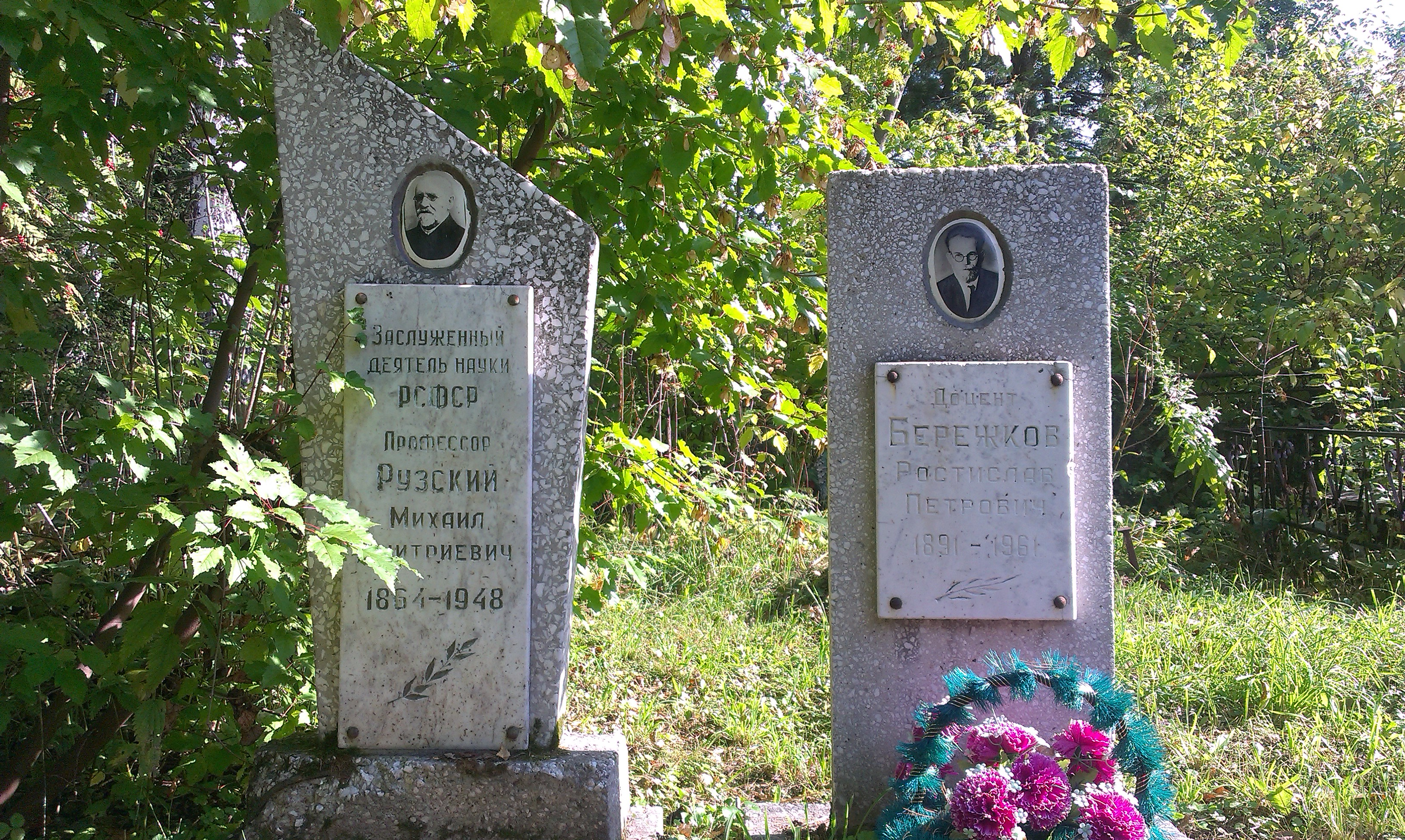
Могила Рузского на Южном кладбище

Умер 16 апреля 1948 года (по другим данным 13 апреля). Похоронен на Южном кладбище Томска.
В Томске есть улица Рузского (бывший Колпашевский переулок), названная в его честь в 1964 году.

## Награды и признание
- Орден Трудового Красного Знамени (19 сентября 1944) — за выдающуюся научную деятельность в области зоологии и плодотворную работу в деле подготовки кадров, в связи с 80-летием со дня рождения
- Заслуженный деятель науки РСФСР (1934)[5]
- Медаль «За доблестный труд в Великой Отечественной войне 1941—1945 гг.»[5]
- Медаль «В память 300-летия царствования дома Романовых»[5]
- Орден Святого Станислава 2 степени[5]
- Орден Святой Анны 3 степени[5]

В честь Рузского было названо несколько новых видов и подвидов животных.
- Monomorium ruzskyi Dlussky & Zabelin, 1985
- Camponotus maculatus ruzskyi Vashkevich, 1924
- Camponotus marginatus ruzskyi Emery, 1898
- Formica subpilosa ruzskyi Dlussky, 1965
- Myrmica kozlovi ruzskyi Kiseleva, 1925
- Strongylognathus huberi ruzskyi Emery, 1909

## Некоторые труды
Рузский описал более 100 новых видов, подвидов и других таксонов муравьёв, исследовал птиц и рыб Поволжья и Сибири. Рузский участвовал в многочисленных зоологических экспедициях по Сибири, Поволжью, Уралу, Казахстану, Кавказу, Крыму, Монголии. Опубликовано более 120 научных работ.
- Рузский М. Д. Бассейн реки Свияги и его рыбы // Труды О-ва естествоиспытателей при Имп. Казанском ун-те. — Казань, 1887. — Т. 17. — Вып. 4. — С. 3—67.
- Рузский М. Д. Материалы к изучению птиц Казанской губернии // Труды Казан. Об-ва ест. −1893. — Т. 25. — Вып. 6. — С. 1 — 394.
- Рузский М. Д. Паразиты рогатого скота в Казанской и Вятской губерниях // Уч. зап. Казан. вет. ин-та. — 1897. — Т. 14
- Рузский М. Д. Зубр как вымирающий представитель нашей фауны // Уч. зап. Казан. вет. ин-та. — 1898. — Т. 15. — Вып. 1, 2, 5 / 6. — С. 3—13; 97—106; 325—352.
- Рузский М. Д. Муравьи окрестностей Аральского моря // Изв. Туркест. Отд. ИРГО. — Ташкент, 1902. — Т. 3. Науч. результаты Аральск. экспед. — Вып. 1. — С. 1 — 24.
- Рузский М. Д. К фауне муравьев Тургайской области // Рус. энтомол. обозрение. — 1902. — Т. 2. — Вып. 4.
- Рузский М. Д. Материал по мирмекологической фауне Кавказа и Крыма // Прил. к прот. засед. Казан. Об-ва ест. — 1902. — № 206
- Рузский М. Д. Новый вид муравья из Закаспийской области // Рус. энтомол. обозр. 1903. Т. 3, № 1. С. 36—37.
- Рузский М. Д. Очерк мирмекологической фауны Киргизской степи // Тр. РЭО. 1903. Т. 36. С. 294—316.
- Рузский М. Д. Богданов Модест Николаевич… // Биографич. словарь профессоров и преподавателей Имп. Казан. ун-та (1804—1904).Ч.1. — Казань, 1904. — С. 262—267.
- Рузский М. Д. Муравьи Джунгарского Алатау // Изв. Томск. ун-та. 1904. Т. 30, № 5. С. 1—6.
- Рузский М. Д. О муравьях Архангельской губернии // Зап. по о-ву геогр. и Рус. геогр. о-ву. 1904. Т. 41. С. 287—294.
- Рузский М. Д. Муравьи России. Т. 1. // Тр. Казанск. о-ва естествоисп. 1905. Т. 38, № 5 — 7. С. 3—798.
- Рузский М. Д. Муравьи России. Т. 2. // Тр. Казанск. о-ва естествоисп. 1907. Т. 40, № 1. С. 3—112.
- Рузский М. Д. О муравьях Тибета и Южной Гоби // Ежегодник Зоол. Музея. Импер. АН. СПб., 1915. Т. 20. С. 418—444.
- Рузский М. Д. Материалы по мирмекофауне Сибири. 1. О мирмекологической фауне Томской губернии и некоторых других областей Сибири (по исслед. 1914—1915 гг.) // Изв. Томск. ун-та. 1915. Т. 64. С. 1—14.
- Рузский М. Д. Муравьи Камчатки // Изв. Ин-та по исслед. Сибири. Томск, 1920. №. 2. С. 76—80.
- Рузский М. Д. Новые данные о фауне муравьев Сибири // Рус. энтомол. обозр. 1925. Т. 19, № 1. С. 41—46.
- Рузский М. Д. Систематический список муравьев, водящихся в Сибири. 1. Camponotus и Formica // Изв. Томск. гос. ун-та. 1926. Т. 77, № 2. С. 107—111.
- Рузский М. Д. Карачинский естественно-исторический музей — Омск : изд. Омс. мед. о-ва, 1929.
- Рузский М. Д. Муравьи Забайкалья // Тр. Биол. НИИ Томского ун-та. Томск, 1936. Т. 2. С. 83—97.
- Рузский М. Д. Муравьи Томской области и сопредельных местностей // Тр. Томско-го ун-та. 1946. Т. 97. С. 69—72.